# Sweetheart
Sweetheart – piosenka, która została napisana przez Mariah Carey i Jermaine’a Dupri na albumy Life in 1472 i #1's. Jest to cover utworu o tym samym tytule, który został napisany przez Rainy’ego Davisa i Petera Kesslera.

## Produkcja
Jermaine Dupri i Mariah Carey wyprodukowali piosenkę na debiut Dupriego Life in 1472. Piosenka została umieszczona także na albumie Carey #1's. Miała ona zostać wydana jako drugi singel z Life in 1472 w 1998 i planowano wydać ją, jak normalny singel w formatach CD single i CD maxi single. Sony zdecydowało się na komercyjny singel w ostatniej chwili piosenka nie została oficjalnie wydana. Wiele outletów otrzymało single komercyjne i duża ich liczba została sprzedana. Wiele sklepów dodawało singel jako darmowy dodatek do Life in 1472 lub #1's, albo rozdawało je za darmo. Wiele z nich się nie sprzedało i Amazon.com ciągle sprzedaje je od stycznia 2000.

## Listy przebojów
„Sweetheart” został wydany tylko w centralnej Europie i w Azji, gdzie osiągnął jakiś sukces i znalazł się w pierwszej dwudziestce na wielu rynkach. Wydanie komercyjne było planowane tylko w Stanach Zjednoczonych zanim reguły dostępu na Billboard Hot 100 zostały zmienione tak, aby kawałki albumów także mogły się na niej znaleźć. Po zmianach na Hot 100, reguły Bubbling Under Hot 100 Singles także się zmieniły, i pozwoliły, aby piosenki promowane przez radio i te, które nie dostały się na Hot 100, aby stały się przebojami na tej liście. „Sweetheart” zaczął otrzymywać promocję radiową i telewizyjną na jesieni 1998, i po pierwszym tygodniu od zmiany zasad i stania się singlem promocyjnym, wszedł na Bubbling Under Hot 100 Singles na 25. miejsce i spędził tam tydzień.

## Teledysk
Teledysk, wyreżyserowany przez Hype Williams, pokazuje Dupriego i Carey w wielu miejscach od muzeum sztuki (Guggenheim Museum w Bilbao), plaży i ekskluzywnego klubu nocnego. Carey i Dupri jeszcze raz nagrali wokale do remiksu piosenki, znanego jako „Sweetheart (The Story)”, który zawiera więcej rapu i mniej śpiewu Carey. Lil’ Jon, Mark Picchiotti, i latynoski remikser M stworzyli kilka remiksów.

## Remiksy i inne wersje
- Sweetheart (Album Version) – 4:24
- Sweetheart (The Dance) – 6:20
- Sweetheart (The Story) – 3:45
- Sweetheart (Lil Jon Remix) – 4:33

## Pozycje na listach przebojów
| Lista (1998)                             | Najwyższa pozycja |
| ---------------------------------------- | ----------------- |
| Billboard Bubbling Under Hot 100 Singles | 25                |
| Billboard Hot R&B/Hip-Hop Airplay        | 45                |
| Rhythmic Top 40                          | 23                |
| Dutch Top 40                             | 14                |
| German Singles Chart                     | 15                |
| Switzerland Top 50 Singles               | 18                |
| Tokio Hot 100                            | 34                |
| Sweden Top 60 Singles                    | 44                |